# Eois simplicearia
Eois simplicearia là một loài bướm đêm trong họ Geometridae.